# Бруно-Плахе-Штадион
Бруно-Плахе-Штадион (нем. Bruno-Plache-Stadion) — многофункциональный стадион в Лейпциге, Германия. В основном он используется для проведения футбольных матчей. Является домашней ареной футбольного клуба «Локомотив». Фанаты называют арену просто «Бруно» («das Bruno»). Стадион вмещает 15 600 зрителей, но его посещаемость доходит только до отметки в 7 000.
Построен в 1922 году. На момент открытия это был самый крупный клубный стадион Германии со вместимостью 40 000 зрителей. После Второй мировой войны стадион был домашней ареной клуба «Ротатьон» (Лейпциг), который в 1963 году был объединён с «Локомотивом». В 1992 году Немецкий футбольный союз запретил проводить на «Бруно» игры Второй Бундеслиги в связи с нарушениями требований безопасности. С 2004 года на стадионе проводит домашние матчи футбольный клуб «Локомотив» (Лейпциг). Стадион принадлежит городской администрации Лейпцига.
13 июня 1999 года Брюс Спрингстин в ходе своего тура Reunion Tour проводил на стадионе свой концерт.
22 марта 1986 года на этом стадионе состоялся скандальный матч между «Локомотив» и «Динамо».